# Joseph Planckaert
Joseph «Jef» Planckaert (Poperinge, 4 de maig de 1934 - Otegem, 22 de maig de 2007) va ser un ciclista belga, professional entre el 1954 i el 1965. Com a professional aconseguí una cinquantena de victòries.
El seu millor any va ser el 1962, quan va córrer junt amb Rik Van Looy a l'equip Faema-Flandria, en guanyar la París-Niça, la Lieja-Bastogne-Lieja, la Volta a Luxemburg i el Campionat de Bèlgica en carretera. Aquell mateix any fou segon de la classificació final del Tour de França, vestint el mallot groc durant set etapes.

## Palmarès
- 1954
  - 1r al Gran Premi d'Isbergues
- 1955
  - 1r de la Kuurne-Brussel·les-Kuurne
- 1956
  - 1r al Gran Premi Marcel Kint
  - Vencedor d'una etapa a la Volta a Bèlgica
  - Vencedor d'una etapa a la Volta a Suïssa
- 1957
  - 1r dels Quatre dies de Dunkerque i vencedor d'una etapa
  - 1r del Gran Premi de Dunkerque
- 1958
  - 1r a l'Omloop Het Volk
  - 1r del Trofeu Fenaroli
  - 1r al Gran Premi Marcel Kint
- 1959
  - 1r al Premi Nacional de Clausura
- 1960
  - 1r de la Kuurne-Brussel·les-Kuurne
  - 1r dels Quatre dies de Dunkerque
  - 1r del Gran Premi de Braaschaat
  - Vencedor d'una etapa a la Volta a Alemanya
- 1961
  - 1r del Gran Premi de Braaschaat
  - 1r a la Gullegem Koerse
  - 1r a Oostende
  - 1r al Gran Premi Marcel Kint
  - Vencedor d'una etapa al Tour de França
- 1962
  -  Campió de Bèlgica en ruta
  - 1r a la París-Niça
  - 1r a la Lieja-Bastogne-Lieja
  - 1r a la Volta a Luxemburg i vencedor d'una etapa
  - 1r al Gran Premi del Parien Libéré (CRE)
  - 1r al Gran Premi Marcel Kint
  - 1r a la Targa d'Or
- 1963
  - 1r dels Quatre dies de Dunkerque i vencedor d'una etapa
- 1964
  - 1r al Gran Premi de Tournai
  - 1r al Stadsprijs Geraardsbergen
  - Vencedor d'una etapa al Giro de Sardenya

### Resultats al Tour de França
- 1957. 16è de la classificació general
- 1958. 6è de la classificació general
- 1959. 17è de la classificació general
- 1960. 5è de la classificació general
- 1961. 15è de la classificació general i vencedor d'una etapa
- 1962. 2n de la classificació general. Porta el mallot groc durant 7 etapes
- 1963. Abandona (12a etapa)
- 1964. Abandona (9a etapa)
- 1965. 56è de la classificació general

### Resultats al Giro d'Itàlia
- 1962. Abandona (14a etapa)

### Resultats a la Volta a Espanya
- 1965. 19è de la classificació general